# Picrobasalt
El picrobasalt o picro basalt és una roca volcànica de composició intermèdia entre el feldespatoide i el basalt, d'una banda, i entre la picrita i el basalt per una altra banda.
Es defineixen d'acord amb les recomanacions de la Unió Internacional de Ciències Geològiques, per la seva composició química:
- la relació en pes de sílice (SiO₂) és d'entre 41 i 45% i els òxids de sodi i potassi (Na₂O i K₂O) és menor que 3%, com s'indica per la seva posició en el diagrama de la classificació TAS;
- la relació en pes d'òxid de magnesi (Mg₂O) és menor que 12%; el que diferencia els picrobasalts de les picrites és que el contingut de magnesi és més gran que 12%.